# 傑西普·斯各布拉爾
傑西普·斯各布拉爾（1941年3月12日—），出生在南斯拉夫王國克羅地亞省鄰近札達爾的普里夫拉卡，是一名克羅地亞足球領隊及前足球員，司職正前鋒，亦可擔任左、右翼。

## 生平
球會
1957/58球季，斯各布拉爾在查達展開其足球生涯。他被正在札達爾為南斯拉夫人民軍服役的OFK貝爾格萊德門將佩里察·拉登科維奇（Perica Radenković）發現。佩里察·拉登科維奇將他推薦給球會管理層，而他很快就加盟這支貝爾格萊德球會。1962年和1966年，斯各科布爾協助球隊兩奪南斯拉夫盃。1967年至1970年間，他代表漢諾威96在德甲上陣了57場賽事並攻入30球。
雖然，他希望在馬賽效力，不過漢諾威96主席卻並不希望失去他。馬賽主席馬塞爾·勒克萊爾（Marcel Leclerc）前往漢諾威作一短暫旅程並成功與斯各布拉爾一同歸來，並代表馬賽效力，機場有很多球迷鼓掌迎接他。
他在效力法國球會馬賽期間，三奪法甲神射手（1971年—1973年）。1971年，他在法甲攻入了44球，使他贏得了歐洲金靴獎，同時亦是法甲裡的最佳射手。同年，他亦協助球會贏得聯賽冠軍及在1972年贏得法國盃。他亦因而獲得馬賽球迷稱他為「達爾馬提亞鷹」（l'Aigle Dalmate） 和「入球先生」（Monsieur Goal）。
隨著兩名巴西球員—渣仙奴和保羅·施薩的加盟，斯各布拉爾離開了馬賽。
國際賽
1961年至1967年間，斯各布拉爾代表南斯拉夫上陣了32場賽事及攻入11球。他亦曾參與1962年世界盃，並於分組賽對烏拉圭憑十二碼攻入1球，南斯拉夫隊最終以名列第4。
1961年5月7日，他在對匈牙利的友賽中首次代表南斯拉夫隊上陣。1967年10月7日，正值1968年歐洲國家盃外圍賽結束之前，他在對西德的賽事後再未有代表南斯拉夫隊上陣。南斯拉夫隊最終在1968年歐洲國家盃奪得亞軍。
領隊生涯
1977年，他在球員生涯結束後重返馬賽擔任技術領隊。其後，他當過列積卡的領隊。在擔任哈伊杜克領隊期間，他協助球隊兩奪南斯拉夫盃。其後，他輾轉執教過漢堡、薩格勒布戴拿模和華拉度列。2001年，他重返馬賽出任球探，年邁的他已接近退休。2001年夏天，他在托米斯拉夫·伊維奇上任領隊前，曾擔任過3日代理領隊。

## 榮譽
球員
- 法甲冠軍：1971年、1972年
- 法國盃冠軍：1972年
- 南斯拉夫盃冠軍：1962年、1966年
- 歐洲金靴獎：1971年以44球奪得
- 三次法甲神射手：1971年－1973年

領隊
哈伊杜克
- 南斯拉夫盃冠軍：1987年、1991年

## 外部連結
- （塞爾維亞文） reprezentacija.co.yu[]